# Moreno Winterstein
Lucien Moreno Winterstein (* 1963 in Saargemünd) ist ein französischer Jazzgitarrist des traditionellen Gypsy-Jazz; er tritt unter dem Namen Moreno auf.

## Leben und Wirken
Moreno, der in einer Sintifamilie aufwuchs, wurde zunächst von seinem Vater, später von seinen Brüdern auf der Gitarre unterrichtet. Seine Vorbilder waren zunächst Dorado und Tchavolo Schmitt. Als Straßenmusiker in Toulon begegnete Moreno Tchan Tchou Vidal, der ihn weiter ausbildete und mit ihm auftrat. Er spielte auch mit Étienne Bousquet, von dem er gleichfalls lernte. In Saintes-Maries-de-la-Mer riet ihm Manitas de Plata, nach Paris zu ziehen. Dort traf er die Sängerin Marina, mit der er gemeinsam eine Band bildete. 
Seit 1994 hat Moreno mehrere Alben aufgenommen und veröffentlicht, für die er auch komponierte. Auf den Alben Jazz Tsigane und Les Fils du Vent singt er auch (auf Romanes). Mit den Gitarrenkollegen Angelo Debarre, Tchavolo Schmitt und Ninine Garcia trat er in dem Film Les Fils du Vent von Bruno Le Jean auf, der 2003 auch als DVD veröffentlicht wurde. Weiterhin ist er auf Aufnahmen von Robert de Brasov und mit dem Hot Club de Norvège zu hören.

## Diskographische Hinweise
- Yochka (Al Sur, 1995)
- Moreno Boléro (Al Sur, 1996, mit Samy Daussat, Stéfan, Mehdi Haddab & Arach Khalathari)
- Angelo Debarre/Moreno Trio: Romano Baschepen (Al Sur, 1998, mit Nono Reinhardt, Bernard Malandain)
- Moreno featuring Angelo Debarre (Hot Club Records, 1999, mit Pascal de Loutchek, Jon Larsen, Per Frydenlund, Svein Aarbostad)
- Electric! (Al Sur, 1998)
- Moreno Trio: Le fils du vent (Al Sur, 2003, mit Eric, Jean Cortes)
- Moreno et Marina Quartet: Jazz Tsigane (Nord Sud Music 2005)
- Django’s Club (Nocturne 2007, mit Nikak, Simon Teboul, Florin Gugulica, François Ricard, Marina)
- Moreno Orkestra et Samson Schmitt présentent Liouba (2011, mit Liouba Kortchinskaia, Nikak Ivanovitch, Jérôme Etcheberry, Claudius Dupont, François Ricarol)